# 服部真澄
服部 真澄（はっとり ますみ、女性、1961年7月31日 -）は、日本の小説家。

## 人物
東京都品川区北品川生まれ。実家は北品川で貸し間業と料理旅館を営んでいた。神奈川県立厚木高等学校を経て、早稲田大学教育学部国語国文学科卒業。
編集制作会社勤務、フリーエディターを経て、直木三十五賞候補となった『龍の契り』が話題となる。同作は書評家の関口苑生も激賞している。翌1996年、第2作となる『鷲の驕り』で、第18回吉川英治文学新人賞を受賞。日本国外を舞台とした、スピード感ある国際謀略小説で人気を博し、多くの読者を獲得した。
福井県から古民家を移築し、現在も北品川で暮らしている。

## 作品一覧
- 『龍の契り』（1995年、祥伝社）のち新潮文庫
- 『鷲の驕り』（1996年、祥伝社）のち文庫
- 『ディール・メイカー』（1998年、祥伝社）
- 『骨董市で家を買う ハットリ邸古民家新築プロジェクト』（1998年、中央公論社）のち文庫
- 『バカラ』（2002年、文藝春秋）のち文庫
- 『GMO』（文庫版では『エル・ドラド』に改題。2003年、新潮社）
- 『清談仏々堂先生』（2004年、講談社）のち文庫
- 『海国記 平家の時代』（2005年、新潮社）のち文庫、「平家三代　海国記」中公文庫
- 『最勝王』（2006年、中央公論新社）のち文庫
- 『エクサバイト』（2008年、角川書店）のち文庫
- 『ポジ・スパイラル』（2008年、光文社）のち文庫
- 『わらしべ長者、あるいは恋 清談 佛々堂先生』（2008年、講談社）
- 『極楽行き 清談 佛々堂先生』（2008年、講談社）のち文庫
- 『KATANA カタナ』（2010年、角川書店）のち文庫
- 『天の方舟』（2011年、講談社）のち文庫
- 『深海のアトム』（2014年、KADOKAWA）のち文庫
- 『クラウド・ナイン』（2015年、講談社）のち文庫
- 『夢窓』（2017年、PHP研究所）
- 『千年の眠りを醒ます『伊勢物語』』講談社, 2020.4
- 『全訳小説伊勢物語 令和版』講談社, 2020.4